# Élections législatives de 1967 dans le Nord
Les élections législatives françaises de 1967 se déroulent les 5 et 12 mars 1967.  Dans le département du Nord, vingt-trois députés sont à élire dans le cadre de vingt-trois circonscriptions.

## Élus
| Circonscription | Député sortant    | Parti | Parti   | Député élu ou réélu | Parti | Parti       |
| --------------- | ----------------- | ----- | ------- | ------------------- | ----- | ----------- |
| 1re             | Louis Christiaens |       | UNR-UDT | Louis Christiaens   |       | UD-Ve       |
| 2e              | Henri Duterne     |       | UNR-UDT | Henri Duterne       |       | UD-Ve       |
| 3e              | Liévin Danel      |       | UNR-UDT | Liévin Danel        |       | UD-Ve       |
| 4e              | Arthur Cornette   |       | SFIO    | Arthur Cornette     |       | FGDS (SFIO) |
| 5e              | Arthur Notebart   |       | SFIO    | Arthur Notebart     |       | FGDS (SFIO) |
| 6e              | Marceau Laurent   |       | SFIO    | Marceau Laurent     |       | FGDS (SFIO) |
| 7e              | Joseph Frys       |       | UNR-UDT | Joseph Frys         |       | UD-Ve       |
| 8e              | Pierre Herman     |       | UNR-UDT | Jean Delvainquière  |       | FGDS (SFIO) |
| 9e              | René Lecocq       |       | UNR-UDT | Henri Blary         |       | UD-Ve       |
| 10e             | Maurice Schumann  |       | MRP     | Maurice Schumann    |       | UD-Ve       |
| 11e             | Albert Denvers    |       | SFIO    | Albert Denvers      |       | FGDS (SFIO) |
| 12e             | Jules Houcke      |       | UNR-UDT | Maurice Cornette    |       | UD-Ve       |
| 13e             | Auguste Damette   |       | UNR-UDT | Auguste Damette     |       | UD-Ve       |
| 14e             | Henri Martel      |       | PCF     | Émile Roger         |       | PCF         |
| 15e             | Arthur Ramette    |       | PCF     | Arthur Ramette      |       | PCF         |
| 16e             | Raymond Gernez    |       | SFIO    | Raymond Gernez      |       | FGDS (SFIO) |
| 17e             | Narcisse Pavot    |       | SFIO    | Paul Leloir         |       | PCF         |
| 18e             | Georges Bustin    |       | PCF     | Georges Bustin      |       | PCF         |
| 19e             | Arthur Musmeaux   |       | PCF     | Arthur Musmeaux     |       | PCF         |
| 20e             | Henri Fiévez      |       | PCF     | Henri Fiévez        |       | PCF         |
| 21e             | Arthur Moulin     |       | UNR-UDT | Charles Naveau      |       | FGDS (SFIO) |
| 22e             | Pierre Forest     |       | SFIO    | Pierre Forest       |       | FGDS (SFIO) |
| 23e             | Paul Bécue        |       | UNR-UDT | Didier Eloy         |       | PCF         |

## Résultats

### Résultats à l'échelle du département
| Parti          | Parti                                           | Premier tour | Premier tour | Second tour | Second tour | Sièges |
| Parti          | Parti                                           | Voix         | %            | Voix        | %           | Sièges |
| -------------- | ----------------------------------------------- | ------------ | ------------ | ----------- | ----------- | ------ |
|                | Union des démocrates pour la Ve République      | 384 034      | 34,43        | 401 343     | 41,05       | 8      |
|                | Républicains indépendants                       | 30 681       | 2,75         | 34 214      | 3,50        | 0      |
|                | Divers droite (gaulliste)                       | 9 098        | 0,82         |             |             | 0      |
|                | Modérés                                         | 8 944        | 0,80         | 0           |             |        |
|                | Union des républicains de progrès               | 432 757      | 38,80        | 435 557     | 44,55       | 8      |
|                |                                                 |              |              |             |             |        |
|                | Section française de l'Internationale ouvrière  | 286 050      | 25,65        | 337 725     | 34,54       | 8      |
|                | Convention des institutions républicaines       | 9 512        | 0,85         |             |             | 0      |
|                | Fédération de la gauche démocrate et socialiste | 295 562      | 26,50        | 337 725     | 34,54       | 8      |
|                |                                                 |              |              |             |             |        |
|                | Parti communiste français                       | 290 571      | 26,05        | 204 373     | 20,90       | 7      |
|                | Progrès et démocratie moderne                   | 83 653       | 7,50         | Retrait     | Retrait     | 0      |
|                | Socialistes indépendants                        | 8 517        | 0,76         | Retrait     | Retrait     | 0      |
|                | Parti socialiste unifié                         | 3 165        | 0,28         |             |             | 0      |
|                | Mouvement jeune révolution                      | 1 129        | 0,10         | 0           |             |        |
|                |                                                 |              |              |             |             |        |
| Inscrits       | Inscrits                                        | 1 316 779    | 100,00       | 1 177 916   | 100,00      | 23     |
| Abstentions    | Abstentions                                     | 177 485      | 13,48        | 166 930     | 14,17       |        |
| Votants        | Votants                                         | 1 139 294    | 86,52        | 1 010 986   | 85,83       |        |
| Blancs et nuls | Blancs et nuls                                  | 23 940       | 2,1          | 33 331      | 3,3         |        |
| Exprimés       | Exprimés                                        | 1 115 354    | 97,9         | 977 655     | 96,7        |        |

### Résultats par circonscription

#### Première circonscription (Lille-Centre)
| Candidat       | Candidat                        | Parti          | Premier tour | Premier tour | Second tour | Second tour |  |
| Candidat       | Candidat                        | Parti          | Voix         | %            | Voix        | %           |  |
| -------------- | ------------------------------- | -------------- | ------------ | ------------ | ----------- | ----------- |  |
|                | Louis Christiaens sortant réélu | UD-Ve          | 17 415       | 46,73        | 23 859      | 68,31       |  |
|                | Ali Landréa                     | PCF            | 5 153        | 13,83        | 11 066      | 31,69       |  |
|                | Henri Dérique                   | FGDS (SFIO)    | 4 510        | 12,1         |             |             |  |
|                | Georges Delfosse                | Modérés        | 4 364        | 11,71        |             |             |  |
|                | Guy Henninot                    | CD (PDM)       | 4 100        | 11           |             |             |  |
|                | Armand Lebleu                   | PSU            | 1 724        | 4,63         |             |             |  |
|                |                                 |                |              |              |             |             |  |
| Inscrits       | Inscrits                        | Inscrits       | 45 741       | 100,00       | 45 741      | 100,00      |  |
| Abstentions    | Abstentions                     | Abstentions    | 7 468        | 16,33        | 8 272       | 18,08       |  |
| Votants        | Votants                         | Votants        | 38 273       | 83,67        | 37 469      | 81,92       |  |
| Blancs et nuls | Blancs et nuls                  | Blancs et nuls | 1 007        | 2,63         | 2 544       | 6,79        |  |
| Exprimés       | Exprimés                        | Exprimés       | 37 266       | 97,37        | 34 925      | 93,21       |  |

#### Deuxième circonscription (Lille-Sud)
| Candidat       | Candidat                    | Parti          | Premier tour | Premier tour | Second tour | Second tour |  |
| Candidat       | Candidat                    | Parti          | Voix         | %            | Voix        | %           |  |
| -------------- | --------------------------- | -------------- | ------------ | ------------ | ----------- | ----------- |  |
|                | Henri Duterne sortant réélu | UD-Ve          | 17 597       | 41,94        | 21 619      | 52,44       |  |
|                | Rachel Lempereur            | FGDS (SFIO)    | 10 559       | 25,16        | 19 610      | 47,56       |  |
|                | Hector Viron                | PCF            | 7 768        | 18,51        | Retrait     | Retrait     |  |
|                | Pierre Pigache              | CD (PDM)       | 3 610        | 8,6          |             |             |  |
|                | Jean-Marie Faivre           | PSU            | 1 441        | 3,43         |             |             |  |
|                | Hippolyte de Bucq           | Modérés        | 986          | 2,35         |             |             |  |
|                |                             |                |              |              |             |             |  |
| Inscrits       | Inscrits                    | Inscrits       | 53 481       | 100,00       | 53 482      | 100,00      |  |
| Abstentions    | Abstentions                 | Abstentions    | 10 393       | 19,43        | 10 555      | 19,74       |  |
| Votants        | Votants                     | Votants        | 43 088       | 80,57        | 42 927      | 80,26       |  |
| Blancs et nuls | Blancs et nuls              | Blancs et nuls | 1 127        | 2,62         | 1 698       | 3,96        |  |
| Exprimés       | Exprimés                    | Exprimés       | 41 961       | 97,38        | 41 229      | 96,04       |  |

#### Troisième circonscription (Lille-Nord)
| Candidat       | Candidat                   | Parti          | Premier tour | Premier tour | Second tour | Second tour |  |
| Candidat       | Candidat                   | Parti          | Voix         | %            | Voix        | %           |  |
| -------------- | -------------------------- | -------------- | ------------ | ------------ | ----------- | ----------- |  |
|                | Liévin Danel sortant réélu | UD-Ve          | 17 201       | 48,66        | 19 817      | 56,95       |  |
|                | Raymond Allard             | FGDS (SFIO)    | 7 229        | 20,45        | 14 980      | 43,05       |  |
|                | Jean Colpin                | PCF            | 6 682        | 18,9         | Retrait     | Retrait     |  |
|                | Philippe Parsy             | CD (PDM)       | 4 236        | 11,98        |             |             |  |
|                |                            |                |              |              |             |             |  |
| Inscrits       | Inscrits                   | Inscrits       | 44 248       | 100,00       | 44 248      | 100,00      |  |
| Abstentions    | Abstentions                | Abstentions    | 7 982        | 18,04        | 8 084       | 18,27       |  |
| Votants        | Votants                    | Votants        | 36 266       | 81,96        | 36 164      | 81,73       |  |
| Blancs et nuls | Blancs et nuls             | Blancs et nuls | 918          | 2,53         | 1 367       | 3,78        |  |
| Exprimés       | Exprimés                   | Exprimés       | 35 348       | 97,47        | 34 797      | 96,22       |  |

#### Quatrième circonscription (Lille-Est)
| Candidat       | Candidat                      | Parti          | Premier tour | Premier tour | Second tour | Second tour |  |
| Candidat       | Candidat                      | Parti          | Voix         | %            | Voix        | %           |  |
| -------------- | ----------------------------- | -------------- | ------------ | ------------ | ----------- | ----------- |  |
|                | Robert Menu                   | UD-Ve          | 12 464       | 36,17        | 16 096      | 47,22       |  |
|                | Arthur Cornette sortant réélu | FGDS (SFIO)    | 8 806        | 25,56        | 17 989      | 52,78       |  |
|                | Robert Leblond                | PCF            | 8 006        | 23,23        | Retrait     | Retrait     |  |
|                | Arthur François               | Modérés        | 2 959        | 8,59         |             |             |  |
|                | Pierre Dupont                 | CD (PDM)       | 2 222        | 6,45         |             |             |  |
|                |                               |                |              |              |             |             |  |
| Inscrits       | Inscrits                      | Inscrits       | 41 842       | 100,00       | 41 843      | 100,00      |  |
| Abstentions    | Abstentions                   | Abstentions    | 6 668        | 15,94        | 6 701       | 16,01       |  |
| Votants        | Votants                       | Votants        | 35 174       | 84,06        | 35 142      | 83,99       |  |
| Blancs et nuls | Blancs et nuls                | Blancs et nuls | 717          | 2,04         | 1 057       | 3,01        |  |
| Exprimés       | Exprimés                      | Exprimés       | 34 457       | 97,96        | 34 085      | 96,99       |  |

#### Cinquième circonscription (Haubourdin)
| Candidat       | Candidat                      | Parti                     | Premier tour | Premier tour | Second tour | Second tour |  |
| Candidat       | Candidat                      | Parti                     | Voix         | %            | Voix        | %           |  |
| -------------- | ----------------------------- | ------------------------- | ------------ | ------------ | ----------- | ----------- |  |
|                | Arthur Notebart sortant réélu | FGDS (SFIO)               | 19 725       | 40,14        | 27 821      | 57,73       |  |
|                | André Manoury                 | UD-Ve                     | 14 493       | 29,49        | 20 372      | 42,27       |  |
|                | Georges Vermeersch            | PCF                       | 8 531        | 17,36        | Retrait     | Retrait     |  |
|                | Michel Chatteleyn             | CD (PDM)                  | 3 293        | 6,7          |             |             |  |
|                | Jeanne Devaux                 | Divers droite (Gaulliste) | 3 099        | 6,31         |             |             |  |
|                |                               |                           |              |              |             |             |  |
| Inscrits       | Inscrits                      | Inscrits                  | 57 533       | 100,00       | 57 525      | 100,00      |  |
| Abstentions    | Abstentions                   | Abstentions               | 7 472        | 12,99        | 7 800       | 13,56       |  |
| Votants        | Votants                       | Votants                   | 50 061       | 87,01        | 49 725      | 86,44       |  |
| Blancs et nuls | Blancs et nuls                | Blancs et nuls            | 920          | 1,84         | 1 532       | 3,08        |  |
| Exprimés       | Exprimés                      | Exprimés                  | 49 141       | 98,16        | 48 193      | 96,92       |  |

#### Sixième circonscription (Seclin)
| Candidat       | Candidat                      | Parti          | Premier tour | Premier tour | Second tour | Second tour |  |
| Candidat       | Candidat                      | Parti          | Voix         | %            | Voix        | %           |  |
| -------------- | ----------------------------- | -------------- | ------------ | ------------ | ----------- | ----------- |  |
|                | Eugène Van der Meersch        | UD-Ve          | 17 861       | 37,6         | 21 599      | 45,27       |  |
|                | Marceau Laurent sortant réélu | FGDS (SFIO)    | 14 847       | 31,26        | 26 112      | 54,73       |  |
|                | Adolphe Dutoit                | PCF            | 11 388       | 23,98        | Retrait     | Retrait     |  |
|                | André Heurteaux               | CD (PDM)       | 3 401        | 7,16         |             |             |  |
|                | Patrick Guermonprez           | Modérés        | 0            | 0            |             |             |  |
|                |                               |                |              |              |             |             |  |
| Inscrits       | Inscrits                      | Inscrits       | 54 602       | 100,00       | 54 601      | 100,00      |  |
| Abstentions    | Abstentions                   | Abstentions    | 6 138        | 11,24        | 5 563       | 10,19       |  |
| Votants        | Votants                       | Votants        | 48 464       | 88,76        | 49 038      | 89,81       |  |
| Blancs et nuls | Blancs et nuls                | Blancs et nuls | 967          | 2            | 1 327       | 2,71        |  |
| Exprimés       | Exprimés                      | Exprimés       | 47 497       | 98           | 47 711      | 97,29       |  |

#### Septième circonscription (Roubaix-Est)
| Candidat       | Candidat                  | Parti                     | Premier tour | Premier tour | Second tour | Second tour |  |
| Candidat       | Candidat                  | Parti                     | Voix         | %            | Voix        | %           |  |
| -------------- | ------------------------- | ------------------------- | ------------ | ------------ | ----------- | ----------- |  |
|                | Joseph Frys sortant réélu | UD-Ve                     | 23 211       | 35,72        | 32 745      | 50,92       |  |
|                | André Desmulliez          | FGDS (SFIO)               | 17 230       | 26,52        | 31 559      | 49,08       |  |
|                | Gustave Ansart            | PCF                       | 11 603       | 17,86        | Retrait     | Retrait     |  |
|                | André Thibeau             | CD (PDM)                  | 6 934        | 10,67        |             |             |  |
|                | Roger Olonde              | Divers droite (Gaulliste) | 5 999        | 9,23         |             |             |  |
|                |                           |                           |              |              |             |             |  |
| Inscrits       | Inscrits                  | Inscrits                  | 77 099       | 100,00       | 77 096      | 100,00      |  |
| Abstentions    | Abstentions               | Abstentions               | 10 426       | 13,52        | 10 475      | 13,59       |  |
| Votants        | Votants                   | Votants                   | 66 673       | 86,48        | 66 621      | 86,41       |  |
| Blancs et nuls | Blancs et nuls            | Blancs et nuls            | 1 696        | 2,54         | 2 317       | 3,48        |  |
| Exprimés       | Exprimés                  | Exprimés                  | 64 977       | 97,46        | 64 304      | 96,52       |  |

#### Huitième circonscription (Roubaix-Ouest)
| Candidat       | Candidat               | Parti          | Premier tour | Premier tour | Second tour | Second tour |  |
| Candidat       | Candidat               | Parti          | Voix         | %            | Voix        | %           |  |
| -------------- | ---------------------- | -------------- | ------------ | ------------ | ----------- | ----------- |  |
|                | Pierre Herman sortant  | UD-Ve          | 20 463       | 38,97        | 24 625      | 46,91       |  |
|                | Jean Delvainquière élu | FGDS (SFIO)    | 17 644       | 33,6         | 27 866      | 53,09       |  |
|                | Pierre Charret         | PCF            | 9 754        | 18,58        | Retrait     | Retrait     |  |
|                | Henri Lorette          | CD (PDM)       | 4 647        | 8,85         |             |             |  |
|                |                        |                |              |              |             |             |  |
| Inscrits       | Inscrits               | Inscrits       | 63 087       | 100,00       | 63 091      | 100,00      |  |
| Abstentions    | Abstentions            | Abstentions    | 9 299        | 14,74        | 9 016       | 14,29       |  |
| Votants        | Votants                | Votants        | 53 788       | 85,26        | 54 075      | 85,71       |  |
| Blancs et nuls | Blancs et nuls         | Blancs et nuls | 1 280        | 2,38         | 1 584       | 2,93        |  |
| Exprimés       | Exprimés               | Exprimés       | 52 508       | 97,62        | 52 491      | 97,07       |  |

#### Neuvième circonscription (Tourcoing)
|                | Henri Blary élu | UD-Ve          | 33 040 | 53,52  |  |  |  |
|                | Louis Lallemand | PCF            | 11 190 | 18,13  |  |  |  |
|                | Lucien Soubré   | FGDS (CIR)     | 9 512  | 15,41  |  |  |  |
|                | Guy Chatiliez   | CD (PDM)       | 7 992  | 12,95  |  |  |  |
|                |                 |                |        |        |  |  |  |
| Inscrits       | Inscrits        | Inscrits       | 70 724 | 100,00 |  |  |  |
| Abstentions    | Abstentions     | Abstentions    | 7 380  | 10,43  |  |  |  |
| Votants        | Votants         | Votants        | 63 344 | 89,57  |  |  |  |
| Blancs et nuls | Blancs et nuls  | Blancs et nuls | 1 610  | 2,54   |  |  |  |
| Exprimés       | Exprimés        | Exprimés       | 61 734 | 97,46  |  |  |  |

#### Dixième circonscription (Armentières)
|                | Maurice Schumann sortant réélu | UD-Ve          | 32 321 | 53,48  |  |  |  |
|                | Gérard Haesebroeck             | FGDS (SFIO)    | 15 035 | 24,88  |  |  |  |
|                | Jules Gilles                   | PCF            | 13 079 | 21,64  |  |  |  |
|                |                                |                |        |        |  |  |  |
| Inscrits       | Inscrits                       | Inscrits       | 68 107 | 100,00 |  |  |  |
| Abstentions    | Abstentions                    | Abstentions    | 5 982  | 8,78   |  |  |  |
| Votants        | Votants                        | Votants        | 62 125 | 91,22  |  |  |  |
| Blancs et nuls | Blancs et nuls                 | Blancs et nuls | 1 690  | 2,72   |  |  |  |
| Exprimés       | Exprimés                       | Exprimés       | 60 435 | 97,28  |  |  |  |

#### Onzième circonscription (Dunkerque)
| Candidat       | Candidat                     | Parti          | Premier tour | Premier tour | Second tour | Second tour |  |
| Candidat       | Candidat                     | Parti          | Voix         | %            | Voix        | %           |  |
| -------------- | ---------------------------- | -------------- | ------------ | ------------ | ----------- | ----------- |  |
|                | Albert Denvers sortant réélu | FGDS (SFIO)    | 31 397       | 43,14        | 45 054      | 61,99       |  |
|                | Claude Prouvoyeur            | UD-Ve          | 25 658       | 35,25        | 27 624      | 38,01       |  |
|                | Marcel Ducrocq               | PCF            | 12 136       | 16,67        | Retrait     | Retrait     |  |
|                | Guy Lécluse                  | CD (PDM)       | 2 467        | 3,39         |             |             |  |
|                | Maurice Cousein              | ARLP           | 1 129        | 1,55         |             |             |  |
|                |                              |                |              |              |             |             |  |
| Inscrits       | Inscrits                     | Inscrits       | 87 969       | 100,00       | 87 957      | 100,00      |  |
| Abstentions    | Abstentions                  | Abstentions    | 14 164       | 16,1         | 14 068      | 15,99       |  |
| Votants        | Votants                      | Votants        | 73 805       | 83,9         | 73 889      | 84,01       |  |
| Blancs et nuls | Blancs et nuls               | Blancs et nuls | 1 018        | 1,38         | 1 211       | 1,64        |  |
| Exprimés       | Exprimés                     | Exprimés       | 72 787       | 98,62        | 72 678      | 98,36       |  |

#### Douzième circonscription (Bergues)
| Candidat       | Candidat             | Parti          | Premier tour | Premier tour | Second tour | Second tour |  |
| Candidat       | Candidat             | Parti          | Voix         | %            | Voix        | %           |  |
| -------------- | -------------------- | -------------- | ------------ | ------------ | ----------- | ----------- |  |
|                | Maurice Cornette élu | UD-Ve          | 11 667       | 32,03        | 19 053      | 55,27       |  |
|                | Octave Bajeux        | CD (PDM)       | 9 190        | 25,23        | Retrait     | Retrait     |  |
|                | Jean Varlet          | FGDS (SFIO)    | 9 081        | 24,93        | 15 422      | 44,73       |  |
|                | Jean-Paul Bataille   | RI             | 3 633        | 9,98         |             |             |  |
|                | André Berteloot      | PCF            | 2 214        | 6,08         |             |             |  |
|                | Marius Tillard       | Modérés        | 635          | 1,74         |             |             |  |
|                |                      |                |              |              |             |             |  |
| Inscrits       | Inscrits             | Inscrits       | 40 956       | 100,00       | 40 953      | 100,00      |  |
| Abstentions    | Abstentions          | Abstentions    | 3 748        | 9,15         | 4 344       | 10,61       |  |
| Votants        | Votants              | Votants        | 37 208       | 90,85        | 36 609      | 89,39       |  |
| Blancs et nuls | Blancs et nuls       | Blancs et nuls | 788          | 2,12         | 2 134       | 5,83        |  |
| Exprimés       | Exprimés             | Exprimés       | 36 420       | 97,88        | 34 475      | 94,17       |  |

#### Treizième circonscription (Hazebrouck)
| Candidat       | Candidat                      | Parti          | Premier tour | Premier tour | Second tour | Second tour |  |
| Candidat       | Candidat                      | Parti          | Voix         | %            | Voix        | %           |  |
| -------------- | ----------------------------- | -------------- | ------------ | ------------ | ----------- | ----------- |  |
|                | Auguste Damette sortant réélu | UD-Ve          | 18 468       | 45,84        | 23 576      | 60,22       |  |
|                | Roger Guffroy                 | FGDS (SFIO)    | 8 598        | 21,34        | 15 577      | 39,78       |  |
|                | Maurice Bécuwe                | CD (PDM)       | 7 665        | 19,02        | Retrait     | Retrait     |  |
|                | Georges Vermeulen             | PCF            | 5 559        | 13,8         | Retrait     | Retrait     |  |
|                |                               |                |              |              |             |             |  |
| Inscrits       | Inscrits                      | Inscrits       | 46 258       | 100,00       | 46 257      | 100,00      |  |
| Abstentions    | Abstentions                   | Abstentions    | 4 814        | 10,41        | 5 315       | 11,49       |  |
| Votants        | Votants                       | Votants        | 41 444       | 89,59        | 40 942      | 88,51       |  |
| Blancs et nuls | Blancs et nuls                | Blancs et nuls | 1 154        | 2,78         | 1 789       | 4,37        |  |
| Exprimés       | Exprimés                      | Exprimés       | 40 290       | 97,22        | 39 153      | 95,63       |  |

#### Quatorzième circonscription (Douai-Nord)
| Candidat       | Candidat            | Parti          | Premier tour | Premier tour | Second tour | Second tour |  |
| Candidat       | Candidat            | Parti          | Voix         | %            | Voix        | %           |  |
| -------------- | ------------------- | -------------- | ------------ | ------------ | ----------- | ----------- |  |
|                | Émile Roger élu     | PCF            | 23 073       | 38,82        | 33 106      | 56,61       |  |
|                | Jean-Claude Sarazin | UD-Ve          | 19 742       | 33,21        | 25 372      | 43,39       |  |
|                | Albert Ricquier     | FGDS (SFIO)    | 11 774       | 19,81        | Retrait     | Retrait     |  |
|                | Pierre Michaut      | CD (PDM)       | 4 850        | 8,16         |             |             |  |
|                |                     |                |              |              |             |             |  |
| Inscrits       | Inscrits            | Inscrits       | 69 895       | 100,00       | 69 895      | 100,00      |  |
| Abstentions    | Abstentions         | Abstentions    | 9 334        | 13,35        | 9 460       | 13,53       |  |
| Votants        | Votants             | Votants        | 60 561       | 86,65        | 60 435      | 86,47       |  |
| Blancs et nuls | Blancs et nuls      | Blancs et nuls | 1 122        | 1,85         | 1 957       | 3,24        |  |
| Exprimés       | Exprimés            | Exprimés       | 59 439       | 98,15        | 58 478      | 96,76       |  |

#### Quinzième circonscription (Douai-Sud)
| Candidat       | Candidat                     | Parti          | Premier tour | Premier tour | Second tour | Second tour |  |
| Candidat       | Candidat                     | Parti          | Voix         | %            | Voix        | %           |  |
| -------------- | ---------------------------- | -------------- | ------------ | ------------ | ----------- | ----------- |  |
|                | Arthur Ramette sortant réélu | PCF            | 21 982       | 43,52        | 28 644      | 57,97       |  |
|                | Émile Messager               | UD-Ve          | 12 815       | 25,37        | 20 766      | 42,03       |  |
|                | Charles Fenain               | Soc.ind.       | 8 517        | 16,86        | Retrait     | Retrait     |  |
|                | Georges Vangenot             | FGDS (SFIO)    | 7 198        | 14,25        | Retrait     | Retrait     |  |
|                |                              |                |              |              |             |             |  |
| Inscrits       | Inscrits                     | Inscrits       | 58 753       | 100,00       | 58 750      | 100,00      |  |
| Abstentions    | Abstentions                  | Abstentions    | 7 334        | 12,48        | 7 440       | 12,66       |  |
| Votants        | Votants                      | Votants        | 51 419       | 87,52        | 51 310      | 87,34       |  |
| Blancs et nuls | Blancs et nuls               | Blancs et nuls | 907          | 1,76         | 1 900       | 3,7         |  |
| Exprimés       | Exprimés                     | Exprimés       | 50 512       | 98,24        | 49 410      | 96,3        |  |

#### Seizième circonscription (Cambrai)
| Candidat       | Candidat                     | Parti          | Premier tour | Premier tour | Second tour | Second tour |  |
| Candidat       | Candidat                     | Parti          | Voix         | %            | Voix        | %           |  |
| -------------- | ---------------------------- | -------------- | ------------ | ------------ | ----------- | ----------- |  |
|                | Raymond Gernez sortant réélu | FGDS (SFIO)    | 18 844       | 37,8         | 32 334      | 66,63       |  |
|                | Jacques Bardoux              | RI             | 13 449       | 26,98        | 16 196      | 33,37       |  |
|                | François Courbet             | PCF            | 13 051       | 26,18        | Retrait     | Retrait     |  |
|                | Anatole Duchemin             | CD (PDM)       | 4 502        | 9,03         |             |             |  |
|                |                              |                |              |              |             |             |  |
| Inscrits       | Inscrits                     | Inscrits       | 58 932       | 100,00       | 58 932      | 100,00      |  |
| Abstentions    | Abstentions                  | Abstentions    | 7 957        | 13,5         | 8 487       | 14,4        |  |
| Votants        | Votants                      | Votants        | 50 975       | 86,5         | 50 445      | 85,6        |  |
| Blancs et nuls | Blancs et nuls               | Blancs et nuls | 1 129        | 2,21         | 1 915       | 3,8         |  |
| Exprimés       | Exprimés                     | Exprimés       | 49 846       | 97,79        | 48 530      | 96,2        |  |

#### Dix-septième circonscription (Le Cateau-Cambrésis)
| Candidat       | Candidat        | Parti          | Premier tour | Premier tour | Second tour | Second tour |  |
| Candidat       | Candidat        | Parti          | Voix         | %            | Voix        | %           |  |
| -------------- | --------------- | -------------- | ------------ | ------------ | ----------- | ----------- |  |
|                | Paul Leloir élu | PCF            | 11 272       | 29,05        | 19 695      | 50,46       |  |
|                | Jean Durieux    | RI             | 13 599       | 35,05        | 18 018      | 46,16       |  |
|                | Pierre Mauroy   | FGDS (SFIO)    | 10 901       | 28,09        | 1 319       | 3,38        |  |
|                | Maurice Trocmé  | CD (PDM)       | 3 029        | 7,81         |             |             |  |
|                |                 |                |              |              |             |             |  |
| Inscrits       | Inscrits        | Inscrits       | 45 444       | 100,00       | 45 443      | 100,00      |  |
| Abstentions    | Abstentions     | Abstentions    | 5 691        | 12,52        | 4 935       | 10,86       |  |
| Votants        | Votants         | Votants        | 39 753       | 87,48        | 40 508      | 89,14       |  |
| Blancs et nuls | Blancs et nuls  | Blancs et nuls | 952          | 2,39         | 1 476       | 3,64        |  |
| Exprimés       | Exprimés        | Exprimés       | 38 801       | 97,61        | 39 032      | 96,36       |  |

#### Dix-huitième circonscription (Valenciennes-Est)
| Candidat       | Candidat                     | Parti          | Premier tour | Premier tour | Second tour | Second tour |  |
| Candidat       | Candidat                     | Parti          | Voix         | %            | Voix        | %           |  |
| -------------- | ---------------------------- | -------------- | ------------ | ------------ | ----------- | ----------- |  |
|                | Georges Bustin sortant réélu | PCF            | 19 857       | 43,85        | 24 427      | 54          |  |
|                | Jean-Claude Fortuit          | UD-Ve          | 17 169       | 37,91        | 20 812      | 46          |  |
|                | Tarsyle Dewasmes             | FGDS (SFIO)    | 6 366        | 14,06        | Retrait     | Retrait     |  |
|                | René Lanoy                   | CD (PDM)       | 1 891        | 4,18         |             |             |  |
|                |                              |                |              |              |             |             |  |
| Inscrits       | Inscrits                     | Inscrits       | 53 890       | 100,00       | 53 885      | 100,00      |  |
| Abstentions    | Abstentions                  | Abstentions    | 7 744        | 14,37        | 7 427       | 13,78       |  |
| Votants        | Votants                      | Votants        | 46 146       | 85,63        | 46 458      | 86,22       |  |
| Blancs et nuls | Blancs et nuls               | Blancs et nuls | 863          | 1,87         | 1 219       | 2,62        |  |
| Exprimés       | Exprimés                     | Exprimés       | 45 283       | 98,13        | 45 239      | 97,38       |  |

#### Dix-neuvième circonscription (Valenciennes-Nord)
| Candidat       | Candidat                      | Parti          | Premier tour | Premier tour | Second tour | Second tour |  |
| Candidat       | Candidat                      | Parti          | Voix         | %            | Voix        | %           |  |
| -------------- | ----------------------------- | -------------- | ------------ | ------------ | ----------- | ----------- |  |
|                | Arthur Musmeaux sortant réélu | PCF            | 22 657       | 38,11        | 28 192      | 47,41       |  |
|                | Georges Donnez                | FGDS (SFIO)    | 19 448       | 32,71        | 16 595      | 27,91       |  |
|                | Pierre Chauchoy               | UD-Ve          | 17 353       | 29,19        | 14 675      | 24,68       |  |
|                |                               |                |              |              |             |             |  |
| Inscrits       | Inscrits                      | Inscrits       | 71 428       | 100,00       | 71 431      | 100,00      |  |
| Abstentions    | Abstentions                   | Abstentions    | 10 837       | 15,17        | 10 939      | 15,31       |  |
| Votants        | Votants                       | Votants        | 60 591       | 84,83        | 60 492      | 84,69       |  |
| Blancs et nuls | Blancs et nuls                | Blancs et nuls | 1 133        | 1,87         | 1 030       | 1,7         |  |
| Exprimés       | Exprimés                      | Exprimés       | 59 458       | 98,13        | 59 462      | 98,3        |  |

#### Vingtième circonscription (Denain)
| Candidat       | Candidat                   | Parti          | Premier tour | Premier tour | Second tour | Second tour |  |
| Candidat       | Candidat                   | Parti          | Voix         | %            | Voix        | %           |  |
| -------------- | -------------------------- | -------------- | ------------ | ------------ | ----------- | ----------- |  |
|                | Henri Fiévez sortant réélu | PCF            | 29 782       | 48,38        | 38 738      | 65,03       |  |
|                | Georges Delbauvre          | UD-Ve          | 16 269       | 26,43        | 20 827      | 34,97       |  |
|                | Olivier Mouton             | FGDS (SFIO)    | 12 784       | 20,77        | Retrait     | Retrait     |  |
|                | Jean Karpiel               | CD (PDM)       | 2 720        | 4,42         |             |             |  |
|                |                            |                |              |              |             |             |  |
| Inscrits       | Inscrits                   | Inscrits       | 71 147       | 100,00       | 71 149      | 100,00      |  |
| Abstentions    | Abstentions                | Abstentions    | 8 603        | 12,09        | 9 513       | 13,37       |  |
| Votants        | Votants                    | Votants        | 62 544       | 87,91        | 61 636      | 86,63       |  |
| Blancs et nuls | Blancs et nuls             | Blancs et nuls | 989          | 1,58         | 2 071       | 3,36        |  |
| Exprimés       | Exprimés                   | Exprimés       | 61 555       | 98,42        | 59 565      | 96,64       |  |

#### Vingt-et-unième circonscription (Avesnes-sur-Helpe)
| Candidat       | Candidat              | Parti          | Premier tour | Premier tour | Second tour | Second tour |  |
| Candidat       | Candidat              | Parti          | Voix         | %            | Voix        | %           |  |
| -------------- | --------------------- | -------------- | ------------ | ------------ | ----------- | ----------- |  |
|                | Arthur Moulin sortant | UD-Ve          | 14 035       | 42,86        | 16 392      | 49,28       |  |
|                | Charles Naveau élu    | FGDS (SFIO)    | 8 739        | 26,69        | 16 874      | 50,72       |  |
|                | Marceau Gauthier      | PCF            | 8 124        | 24,81        | Retrait     | Retrait     |  |
|                | Gérard Gobert         | CD (PDM)       | 1 850        | 5,65         |             |             |  |
|                |                       |                |              |              |             |             |  |
| Inscrits       | Inscrits              | Inscrits       | 38 778       | 100,00       | 38 773      | 100,00      |  |
| Abstentions    | Abstentions           | Abstentions    | 5 426        | 13,99        | 4 807       | 12,4        |  |
| Votants        | Votants               | Votants        | 33 352       | 86,01        | 33 966      | 87,6        |  |
| Blancs et nuls | Blancs et nuls        | Blancs et nuls | 604          | 1,81         | 700         | 2,06        |  |
| Exprimés       | Exprimés              | Exprimés       | 32 748       | 98,19        | 33 266      | 97,94       |  |

#### Vingt-deuxième circonscription (Maubeuge)
| Candidat       | Candidat                    | Parti          | Premier tour | Premier tour | Second tour | Second tour |  |
| Candidat       | Candidat                    | Parti          | Voix         | %            | Voix        | %           |  |
| -------------- | --------------------------- | -------------- | ------------ | ------------ | ----------- | ----------- |  |
|                | Pierre Forest sortant réélu | FGDS (SFIO)    | 16 453       | 37,4         | 28 613      | 68,61       |  |
|                | Albert Maton                | PCF            | 13 984       | 31,79        | Retrait     | Retrait     |  |
|                | Blanche Lanthier-Dupeux     | UD-Ve          | 10 925       | 24,83        | 13 090      | 31,39       |  |
|                | Maurice Cauchie             | CD (PDM)       | 2 633        | 5,98         |             |             |  |
|                |                             |                |              |              |             |             |  |
| Inscrits       | Inscrits                    | Inscrits       | 52 045       | 100,00       | 52 045      | 100,00      |  |
| Abstentions    | Abstentions                 | Abstentions    | 7 411        | 14,24        | 9 075       | 17,44       |  |
| Votants        | Votants                     | Votants        | 44 634       | 85,76        | 42 970      | 82,56       |  |
| Blancs et nuls | Blancs et nuls              | Blancs et nuls | 639          | 1,43         | 1 267       | 2,95        |  |
| Exprimés       | Exprimés                    | Exprimés       | 43 995       | 98,57        | 41 703      | 97,05       |  |

#### Vingtième-troisième circonscription (Le Quesnoy)
| Candidat       | Candidat           | Parti          | Premier tour | Premier tour | Second tour | Second tour |  |
| Candidat       | Candidat           | Parti          | Voix         | %            | Voix        | %           |  |
| -------------- | ------------------ | -------------- | ------------ | ------------ | ----------- | ----------- |  |
|                | Paul Bécue sortant | UD-Ve          | 13 867       | 35,65        | 18 424      | 47,33       |  |
|                | Didier Eloy élu    | PCF            | 13 726       | 35,29        | 20 505      | 52,67       |  |
|                | Eugène Thomas      | FGDS (SFIO)    | 8 882        | 22,84        | Retrait     | Retrait     |  |
|                | Alfred Chanoz      | CD (PDM)       | 2 421        | 6,22         |             |             |  |
|                |                    |                |              |              |             |             |  |
| Inscrits       | Inscrits           | Inscrits       | 44 820       | 100,00       | 44 819      | 100,00      |  |
| Abstentions    | Abstentions        | Abstentions    | 5 214        | 11,63        | 4 654       | 10,38       |  |
| Votants        | Votants            | Votants        | 39 606       | 88,37        | 40 165      | 89,62       |  |
| Blancs et nuls | Blancs et nuls     | Blancs et nuls | 710          | 1,79         | 1 236       | 3,08        |  |
| Exprimés       | Exprimés           | Exprimés       | 38 896       | 98,21        | 38 929      | 96,92       |  |